# Platynota rostrana
Platynota rostrana es una especie de polilla del género Platynota, tribu Sparganothini, subfamilia Tortricinae.

## Distribución
Se distribuye por Estados Unidos, Venezuela, Honduras y República Dominicana.

## Taxonomía
Fue descrita por Walker en 1863 y publicada en List of the Specimens of Lepidopterous Insects in the Collection of the British Museum 28: 290.